# Обуховское (Свердловская область)

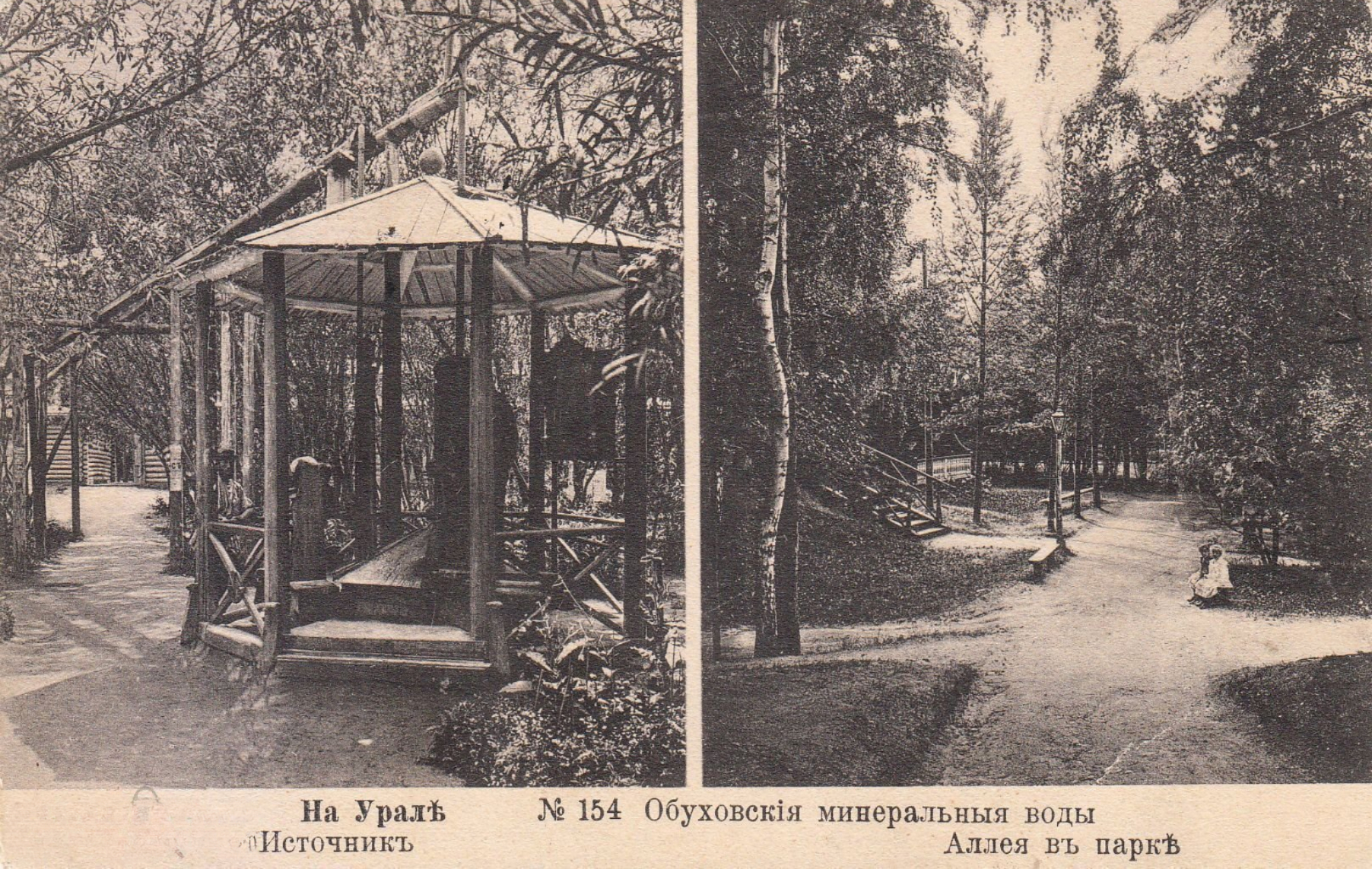
Обуховские минеральные воды в начале XX века

Обу́ховское — село в Камышловском муниципальном районе Свердловской области России. Административный центр Обуховского сельского поселения
Село расположено по обеим берегам реки Пышмы, вытянувшись вдоль неё и примыкая к западным окраинам города Камышлова. В западной части села Обуховского протекает Мостовка — левый приток Пышмы.
Через село проходит западный подъезд к Камышлову от автодороги Р-351 Екатеринбург — Тюмень, проходящей параллельно в 2 километрах севернее в обход населённых пунктов.

## История
В Верхотурской дозорной книге за 1680 год в составе Камышловской слободы числится деревня Обухова из 6 дворов, названная по фамилии первого поселенца — Обухова.
Деревня располагалась на тракте, являвшемся основным путём из Екатеринбурга в Тюмень, через село должны были проезжать и купцы, направлявшиеся на знаменитую Ирбитскую ярмарку. Поэтому в деревне работали постоялые дворы и кузницы, Обухова стала своеобразной гостиницей. Известность приобрели и лечебные минеральные источники, коммерческое использование которых началось с XIX века. В 1913 году, после строительства храма, Обухова была переименована в село и входила в состав Закамышловской волости.

## Экономика и инфраструктура
В селе имеется ряд предприятий, в том числе санаторий «Обуховский» — один из старейших курортов Урала.

### Обуховские минеральные воды
Основной для создания санатория стал источник лечебных сероводородно-железистых вод.
Первоначально выпускалась минеральная вода «Обуховская» («Юдинская»), получившая известность с 30-х годов XIX века. В 1858 году основан Санаторий «Обуховский», до 1917 года он находился в руках арендаторов. После 1917 года «Обуховские минеральные воды» национализировали, на их базе работал сезонный дом отдыха. Во время Великой Отечественной войны там развернули госпиталь, в послевоенное время там был дом отдыха. В 1978 году дом отдыха «Обуховский» был перепрофилирован в пансионат, затем в 1997 — в ОГУП санаторий «Обуховский». В 2000—2011 годах санаторий продолжает функционировать и развивается. Построены несколько новых спальных корпусов, введены сауны, лечебно-оздоровительный комплекс с бассейном минеральной воды, крытый спортивный комплекс, зимний сад, и другие объекты. Значительно увеличен штат сотрудников.

## Религия
В 1912 году в Обуховой был построен храм во имя Святого Праведного Симеона Верхотурского. После революции храм закрыли. В советские годы там действовала музыкальная школа, для чего храм перестроили, разбив на несколько этажей. В настоящее время храм возвращен Церкви, 15 мая 2003 года в нём был отслужен первый молебен.

## Население
| 2002 | 2010  | 2021  |
| ---- | ----- | ----- |
| 2417 | ↘2395 | ↘2309 |